# Laqueus jeffreysi
Laqueus jeffreysi är en armfotingsart som beskrevs av Dall 1877. Laqueus jeffreysi ingår i släktet Laqueus och familjen Laqueidae. Inga underarter finns listade i Catalogue of Life.